# Dżamku
Dżamku (ros. Джамку) – osiedle w Rosji, w Kraju Chabarowskim, w rejonie sołniecznym. W 2010 liczyło 646 mieszkańców.

## Urodzeni
- Jewgienij Pluszczenko – rosyjski łyżwiarz figurowy.